# Денсон, Эми
Эми Рей Денсон (англ. Amy Rae Denson; род. 3 мая 1984 года в Кламат-Фолс, штат Орегон, США) — американская профессиональная баскетболистка, выступала в женской национальной баскетбольной лиге. На драфте ВНБА 2006 года не была выбрана ни одним из клубов. Играла в амплуа лёгкого форварда. В 2011 году была включена в сборную всех звёзд ЖНБЛ.

## Ранние годы
Эми Денсон родилась 3 мая 1984 года в городе Кламат-Фолс, штат Орегон, в семье Родни и Нэнси Денсон, у неё есть младший брат, Рэнди, училась же она немного западнее, в городе Сентрал-Пойнт, в средней школе Кратер, в которой выступала за местную баскетбольную команду.